# Hypatopa rea
Hypatopa rea je nočni metulj iz družine Blastobasidae, ki so jo doslej našli le v Kostariki in je bila znanstveno opisana leta 2013.
Vešča ima rjavo siva prednja krila, ki imajo nekaj rjavih in belih lusk, v dolžino pa merijo okoli 7,9 mm. Zadnja krila so prozorna in bledo rjave barve ter prosti zadku postajajo temnejša.

## Etimologija
Ime vešče izvira iz latinske besede reus, ki pomeni toženec.